# 吴敏婕
吴敏婕（1986年9月—），女，汉族，福建厦门人，中華人民共和國第十四届全国政协委员，知名網路古典文學、藝術製作者與主持人，个人IP为“意公子”。本科毕业于福建师范大学中文系。“意外艺术”创始人，致力于艺术科普與中國古典文學視頻製作，在厦门卫视、厦门旅游广播当过主持人，主持过体育新闻、社会新闻、校园新闻、音乐榜单及闽南话等栏目。2013年6月起，创办大众艺术科普品牌“意外艺术”。